# Catasticta colla
Catasticta colla är en fjärilsart som först beskrevs av Doubleday 1847.  Catasticta colla ingår i släktet Catasticta och familjen vitfjärilar.
Artens utbredningsområde är Bolivia. Inga underarter finns listade i Catalogue of Life.